# Distrito de Taraclia
El distrito de Taraclia (en búlgaro Тараклия) es un raión de la República de Moldavia. Se ubica al sur del país, junto a Gagauzia.
Su centro administrativo (Oraş-reşedinţă) es la ciudad de Taraclia. El 1 de enero de 2005 tenía una población de 43 100 habitantes, el 66% de ellos búlgaros. El distrito abarca una superficie de 674 km² y tiene la mayor densidad de población de todos los distritos de Moldavia. 

## Subdivisiones
Comprende las ciudades de Taraclia y Tvardița y las siguientes comunas:
- Albota de Jos
- Albota de Sus
- Aluatu
- Balabanu
- Budăi
- Cairaclia
- Cealîc
- Corten
- Musaitu
- Novosiolovca
- Salcia
- Valea Perjei
- Vinogradovca

## Historia
El distrito se formó el 11 de noviembre de 1940, con su centro en el pueblo de Taraclia, en la RSS de Moldavia. Hasta el 16 de octubre de 1949 formaba parte del uyezd de Cahul, tras la abolición del uyezd pasó a la subordinación republicana directa.
Entre el 31 de enero de 1952 y el 15 de junio de 1953 la zona formó parte del condado de Cahul, tras la abolición de la división comarcal volvió a la subordinación republicana directa.

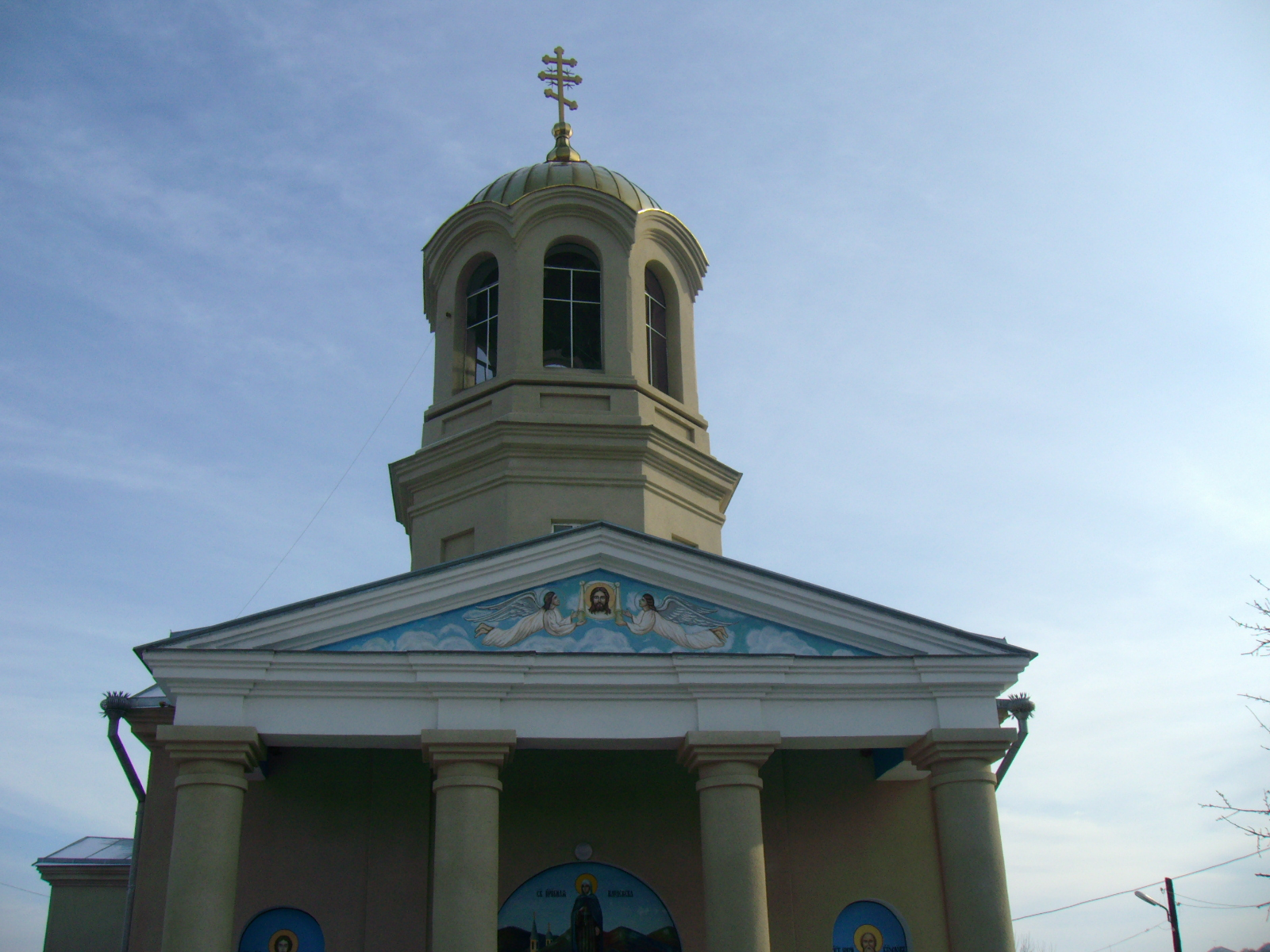
Iglesia búlgara de Santa Parascheva o Santa Petka de Bulgaria

El 9 de enero de 1956 el territorio del distrito de Taraclia se multiplicó casi por dos debido a la anexión de partes del territorio del abolido distrito de Kangazi.
El 25 de diciembre de 1962 se estableció una nueva división del territorio de la República. La región de Taraclia fue suprimida y su territorio se dividió entre las regiones vecinas de Kagul, Komrat y Chadarlung.
El 10 de noviembre de 1980, el distrito fue restaurado casi con los mismos límites de 1956, añadiendo parte de los territorios de los distritos de Vulkanesti y Chadarlung.
A mediados de los años 90, tras la creación de la entidad territorial autónoma de Gagauzia, se produjo un traspaso mutuo de pueblos entre Gagauzia y la región de Taraclia. Como resultado de la transferencia, la región quedó dividida territorialmente en dos partes no relacionadas.
En 1999, en el marco de la reforma administrativa en curso, la región pasó a formar parte del uyezd de Kagul, pero el 22 de octubre de 1999, a petición de la mayoría de los búlgaros étnicos de la región, se creó un uyezd independiente de Taraclia. 
El Rajón Taraclia existe desde 2003. Hasta febrero de 2003, la zona pertenecía al ya disuelto Distrito Cahul (Județul Cahul) junto con los actuales Rajones Cahul y Cantemir. Como centro de la minoría búlgara en Moldavia, que representa alrededor del 66% de la población, hoy en día hay numerosas instituciones culturales y escuelas búlgaras en el distrito de Taraclia. El idioma búlgaro es también una de las lenguas de enseñanza en la Universidad Estatal de Taraclia.
Las autoridades regionales de Taraclia llevan tiempo reclamando más derechos de autonomía para su región. A principios de 2014, también se debatió una unión con la región autónoma de Gagauzia. Según el presidente regional de Taraclia, otras numerosas localidades, en su mayoría habitadas por búlgaros, de otras partes de Moldavia solicitaron unirse al distrito de Taraclia. Semi-independiente del gobierno central de Moldavia, la administración regional del rayón mantiene relaciones separadas con Rusia. Taraclia se considera un bastión de los partidos políticos prorrusos en Moldavia. Debido al descontento con el gobierno de Chișinău, en los últimos años se han intensificado las tendencias separatistas en la región.

## Política

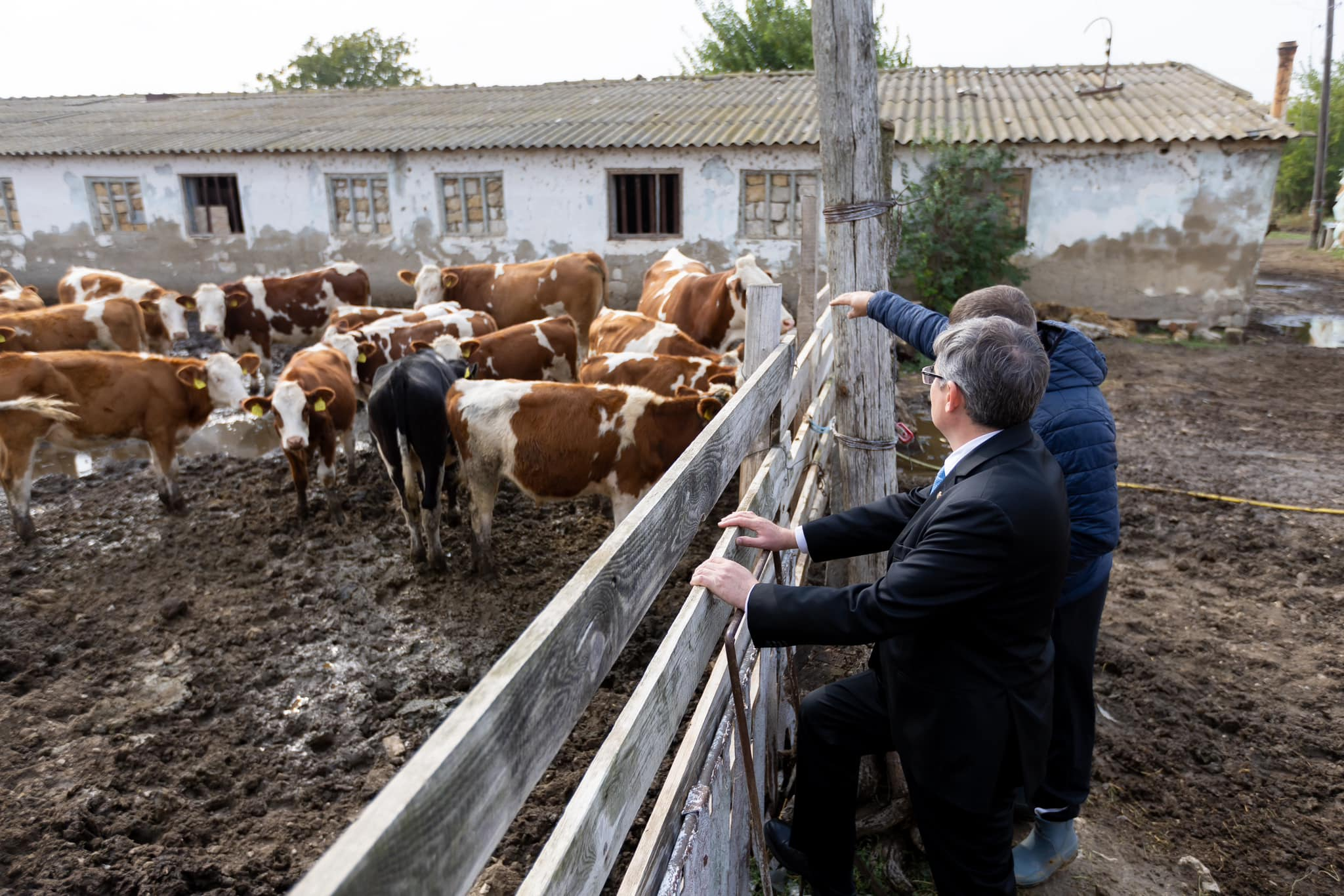
Visita del Presidente del Parlamento Moldavo, Igor Grosu, a una hacienda ganadera en Taraclia en 2024 -

La asamblea local consta de 23 miembros que se eligen cada cuatro años y la última elección se llevó a cabo en noviembre de 2023. Veaceslav Lupov del Partido Șor (SG) fue elegido alcalde en las últimas elecciones de 2019.
| Partido político | Partido político                                       | 2015 |
| ---------------- | ------------------------------------------------------ | ---- |
|                  | Nuestro Partido                                        | 9    |
|                  | Partido de los Socialistas de la República de Moldavia | 6    |
|                  | Partido de los Comunistas de la República de Moldavia  | 4    |
|                  | Independientes                                         | 2    |
|                  | Partido Demócrata de Moldavia                          | 1    |
|                  | Bloque Electoral "Lista del Pueblo"                    | 1    |
| Total            | Total                                                  | 23   |

## Geografía

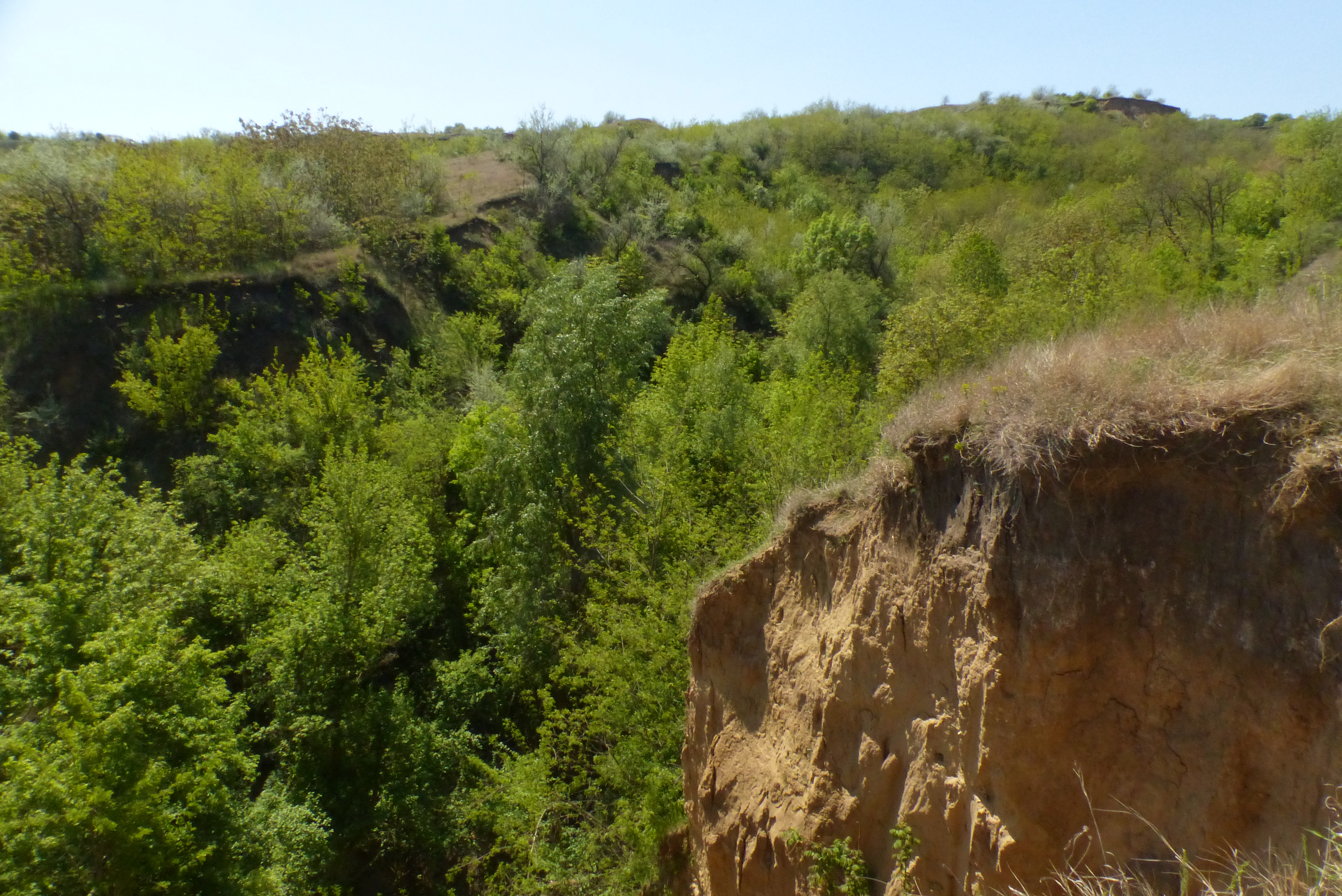
Paisaje de Taraclia

El distrito de Taraclia, situado en el sur de Moldavia, es una región rica en belleza natural y patrimonio cultural. Este distrito, con centro administrativo en la ciudad de Taraclia, tiene una superficie aproximada de 674 kilómetros cuadrados y es conocido por su diversidad paisajística y sus singulares accidentes geográficos.
El distrito de Taraclia limita al norte con la región autónoma de Gagauzia, al oeste con el distrito de Cahul y al sur con la provincia ucraniana de Odesa. Su situación estratégica lo convierte en una parte vital de la región meridional de Moldavia, conectándola con las zonas vecinas y facilitando los intercambios culturales y económicos.
La topografía del distrito se caracteriza por una mezcla de llanuras y colinas onduladas. El terreno es predominantemente agrícola, con vastos campos de cultivos como trigo, maíz y girasoles. El distrito también cuenta con pequeños ríos y arroyos que contribuyen al riego de las tierras de labranza y favorecen la biodiversidad local.
El distrito es rico en recursos naturales, incluido el suelo fértil, que sustenta su economía agrícola. La presencia de pequeños ríos y arroyos también ofrece oportunidades para la pesca y la acuicultura. Además, los bosques y espacios verdes del distrito contribuyen a su biodiversidad y ofrecen oportunidades recreativas para residentes y visitantes.

## Demografía

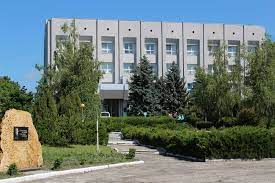
Universidad Estatal de Taraclia

En 1959, 39.113 habitantes vivían en la zona del actual Rajón. En 1970, la población había aumentado a 43.953 y se mantuvo casi constante en 43.213 hasta 1979. A partir de entonces, el número de habitantes aumentó hasta los 47.966 en 1989. En 2004, como en toda Moldavia, la población del rayón había disminuido, que en ese año era de 43.154. En 2014, era de 37.357.

### Grupos étnicos
Taraclia  es una de las regiones de Moldavia con mayor proporción de minorías nacionales; los moldavos étnicos representan sólo el 13,9% de la población de la región. Una característica especial del Rajón es la elevada proporción de búlgaros, que, según el censo de 2004, son con diferencia el grupo étnico más numeroso (65,6%). En todo el país, sólo el 1,9% de la población se identifica como búlgara. Esto significa que más de la mitad de los búlgaros moldavos viven en el Rajón de Taraclia. Su zona de asentamiento se concentra especialmente en la parte norte del Rajón. Al igual que los demás grupos étnicos del sur de Moldavia, los búlgaros hablan principalmente ruso. El porcentaje de búlgaros que declararon el búlgaro como lengua materna descendió del 91,5% en 1959 al 78,7% en 1989. De ellos, el 70% citó el ruso como segunda lengua y sólo el 7% el rumano.

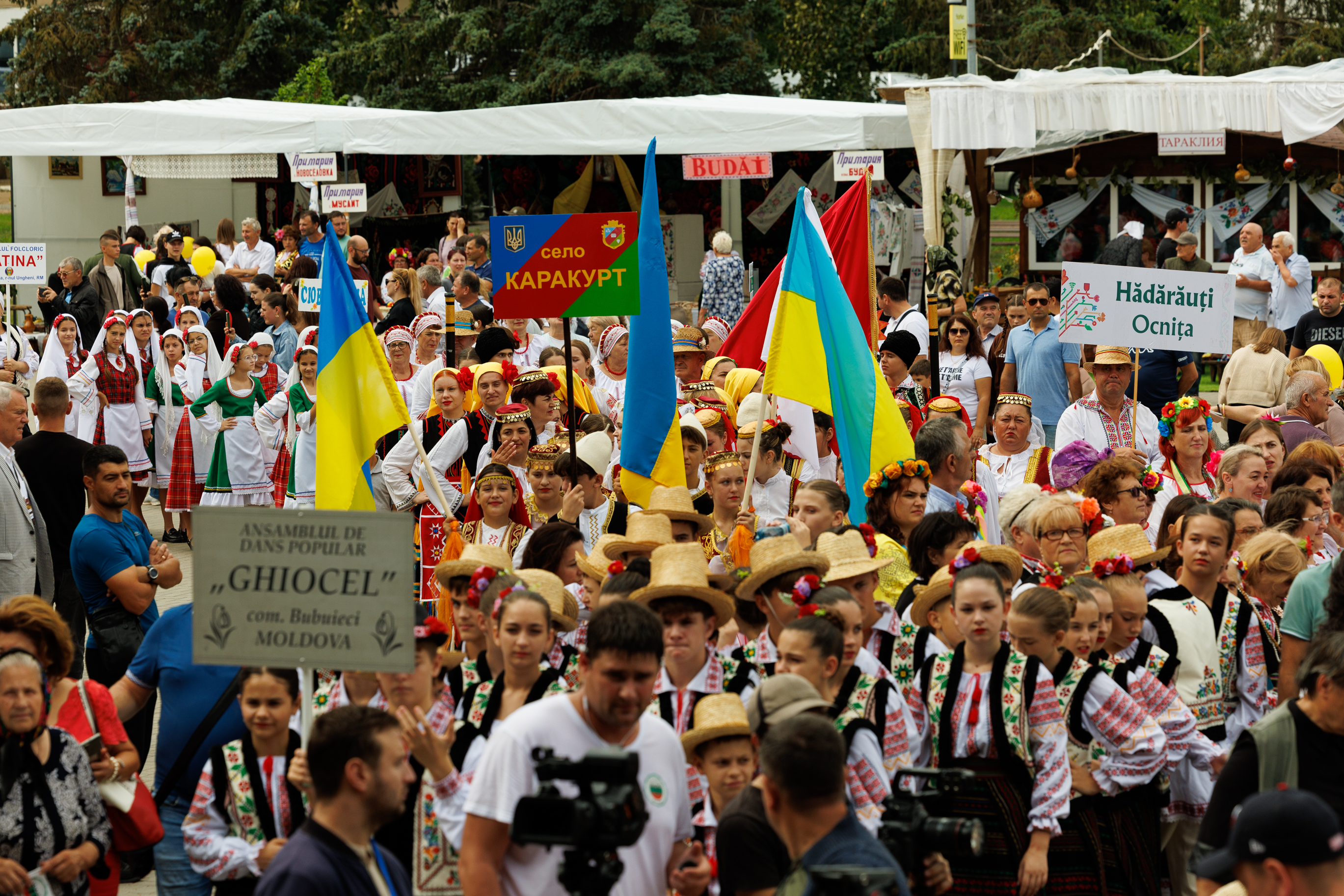
Festival Etno Fest de Taraclia con jóvenes ondeando Banderas de Ucrania

Otras minorías significativas en el Rajón son los gagauzos, con un 8,3%, los ucranianos, con un 6,1%, y los rusos, con un 5,0% de la población. El idioma ruso tiene una posición mucho más fuerte en la multicultural Taraclia que en el resto del país. Muchos búlgaros hablan principalmente ruso, al igual que una gran proporción de ucranianos, gagauzos y también moldavos.